# Ibrox Stadium
Ibrox Stadium (ofte også kaldet Ibrox Park eller bare Ibrox) er et fodboldstadion i Glasgow i Skotland. Stadionet er hjemmebane for Scottish Premiership-klubben Rangers F.C.. Det har plads til 50,817 tilskuere, og alle pladser er siddepladser. Ibrox Stadium blev indviet i 1899.

## Eksterne links
- Stadionprofil Arkiveret 30. juni 2008 hos  Wayback Machine

55°51′11.54″N 4°18′33.32″V / 55.8532056°N 4.3092556°V